# Večernji list
Večernji list (Journal du soir) est l'un des plus grands quotidiens croates. Ce journal généraliste dont le premier numéro est paru le 1er juillet 1959 appartient à Styria AG. 